# Почетна награда на „Дружество Хайнрих Хайне“
Почетната награда на „Дружество Хайнрих Хайне“ (на немски: Ehrengabe der Heinrich-Heine-Gesellschaft) се присъжда след 1965 г. непериодично от Дружество Хайнрих Хайне като безвъзмездно литературно отличие. Състои се от бронзова статуетка във форма на книга.

## Носители на наградата (подбор)
- Макс Брод (1965)
- Хилде Домин (1972)
- Марсел Райх-Раницки (1976)
- Петер Рюмкорф (1984)
- Сара Кирш (1992)
- Танкред Дорст (1994)
- Херта Мюлер (2009)